# Polska kawaleria w bitwie nad Bzurą
Kawaleria samodzielna Wojska Polskiego w bitwie nad Bzurą 9-22 września 1939
Kawaleria stanowiła jeden z głównych rodzajów wojsk w Armii II RP. Pod względem swej liczebności była na 3 miejscu, po piechocie i artylerii, a trwająca w niej 23 miesięczna służba, nie dość, że trwała najdłużej, to jeszcze uważana była za elitarną. Oficerowie, podoficerowie i szeregowi charakteryzowali się wysokim poziomem wyszkolenia, oraz wyższym niż inne rodzaje wojsk przywiązaniem do swej formacji. Najważniejsze dla nich był ich wierzchowce – nieodzowni towarzysze, które służyły im nie tylko do szybkiego przemieszczania się, ale jak pokazała „Kampania Wrześniowa” do walki.

## Walki kawalerii na obszarze działań Armii „Pomorze” i „Poznań” do 8 września
1 września o godz. 4.45 pancernik „Schleswig-Holstein” otworzył ogień ze swoich dział pokładowych w str. Polskiej Składnicy Wojskowej na Westerplatte. Równocześnie wojska hitlerowskie bez wypowiedzenia wojny wdarły się na obszar Państwa Polskiego, atakując na lądzie, morzu i z powietrza. Rozpoczęła się Kampania Wrześniowa, pierwsza kampania II wojny światowej.
Kawaleria tak jak pozostałe jednostki W.P. stanęły do walki w obronie pierwszych linii, bądź w odwodzie. Najczęściej jednak stała na skrzydłach, w miejscu styków polskich armii.
Na terenie Pomorza Pomorska Bryg. Kaw. płk. dypl. A. Zakrzewskiego, stanowiła trzon G.O. „Czersk” gen. bryg. St. Grzmota- Skotnickiego. Słabe jej siły rozciągnięte na przestrzeni 25 km podzielone zostały na trzy oddziały wydzielone (OW „Kościerzyna”, „Starogard” i „Tczew”) oraz jedno zgrupowanie (Zgr. „Chojnice”).
1 września 18 Pułk Ułanów Pomorskich, ze Zgr. „Chojnice” wykonał słynną szarżę konną, na pozycje biwakującego II batalionu 76 pułku piechoty 20 Dyw. Piech. Zmot. z XIX Kor. Panc. gen. H. Guderiana. Szarża mimo dużych strat była udana. Niemiecki batalion został rozbity. Konsekwencje psychologiczne tego czynu były większe. Niemcy zaczęli obawiać się pojawiającej się jak zjawy kawalerii polskiej, dlatego spowolnili tępo natarcie. Stan ten trwał do czasu kiedy d-ca XIX Kor. Panc. gen. Guderian nie nakazał wznowienia ataku.
Miało to miejsce 2 września. W jego konsekwencji zostaje rozbita Pomorska Bryg. Kaw. 4 września pozostałości 18 p. uł. pom. zostają rozwiązane. Dzień później taki sam los spotyka resztki 16 p. uł. wielk. Pozostałe dwa niepełne pułki Brygady Pomorskiej za wszelką cenę próbowały wydostać się z korytarza pomorskiego. Udało to się tylko 2 szw. 8 p.s.k., 1 szw. 2 p. sz. rok., bryg. szw. kolarzy, 2 baterią z 11 dak-u, oraz żoł. dyon-u panc. we większości bez sprzętu.
7 września z tych sił utworzono Pułk Zbiorczy Pom. Bryg. Kaw., który od 8 do 13 września wchodził razem z Podolska Bryg. Kaw. (A. „Poznań”) w skład G.O. Kaw. gen. St. Grzmota-Skotnickiego.
Na obszarze Wielkopolski stanęły dwie Bryg. Kaw. Podolska i Wielkopolska.
Podolska Bryg. Kaw. przybyła w skład A. „Poznań” 1 września 1939 roku i została skierowana do odwodu armii, w okolice Poznania. 3 września przekroczyła Wartę zajmując miejsce na prawym skrzydle, wykonując w tym dniu rozpoznanie w rejonie Szamotuł, Międzychodu i Zbąszyna, nie stwierdzając nigdzie obecności wroga. 5 września Bryg. podjęła marsz odwrotowy, który zakończyła 8 września na wsch. od Łęczycy, nigdzie po drodze nie napotykając wroga. Tego dnia (tj. 8 IX) weszła w skład G.O. Kaw. gen St. Grzmota-Skotnickiego. W jej składzie brała udział w pierwszej fazie bitwy nad Bzurą.
Wielkopolska Bryg. Kaw. stanęła 1 września do boju w obronie granic. Powierzono jej odcinek od Kościana na Pn , do Rawicza na Pd. 1 września oddziały Wielk. Bryg. Kaw. odrzuciły oddziały rozpoznawcze nieprzyjaciela, które wdarły się Rydzyn i Rawicza. 2 września II kompania 1 batalionu 55 pułku piechoty 14 Dyw. Piech. razem ze szw. 17 p. uł. wielkop. i baterią art. z 7 dak-u, dokonały wypadu na teren III Rzeszy w rejonie przejścia granicznego Geyersdorf i miasta Fraustadt. Owo miasto zostało ostrzelane przez polską artylerię, a słabe jednostki niemieckie jakie Wojska Polskie spotkały po drodze były rozbijane i brane do niewoli.
W nocy z 2 na 3 września Brygada razem z całą A. „Poznań” wycofała się na główna linie obrony – Jeziora Żnińskie – Kanał Gopło. Po klęsce A. „Pomorze”, A. „Poznań” musiała się wycofać dalej, w głąb kraju, w str. Warszawy. Wielk. Bryg. Kaw. osłaniała lewe skrzydło armii. 7 września jej jednostki biją się w rejonie Łęczycy, a dzień później w rejonie Kutna.
Następnie w dniach od 9 do 22 września brała udział w Bitwie nad Bzurą następnie od 23 do 28 września , w obronie Warszawy.

## Próby wykonania zwrotu zaczepnego przez Armię „Poznań”
Dowódca nie atakowanej przez poważne siły niemieckie A. „Poznań” gen. Kutrzeba Niechciał biernie czekać na rozwój sytuacji, chciał uderzać na skrzydło niemieckiej armii idącej w str. Łodzi. 2 września chciał przedstawić N.D. W.P. plan ataku na skrzydło niemieckiej 8 Armii, prosząc jednocześnie o odwody N.D. Generał uważał że: (…) wypuścić okazję do współdziałania z A. „Łódź”, to pozwolić wrogowi bić nas częściami, bo gdy dziś bije naszego sąsiada, bez naszego udziału, to za parę dni weźmie się za nas Niestety trudność techniczne pozwoliły nawiązać łączność z Warszawą dopiero 3 września. Naczelny Wódz : „Nie zgodził się na zamierzony plan działania (…) polecił odejście na linię Żnin-Gopło-Warta”.
4 września N.W. zmienił decyzję i zezwolił gen. Kutrzebie na zespolenie sił z A. „Łódź”, jednak jeszcze tego samego dnia decyzję swą odwołał i nakazał odwrót na Warszawę. Generał pisał: (…) Okazja do zwrotu zaczepnego została przeoczona, a gdy po wahaniach została zarządzona, operacja była już słusznie spóźniona i – została słusznie odwołana. Rozkaz N.D. do odmarszu na stolicę wzbudził we mnie smutne refleksje. Niechybnie bowiem dowodził, że w pierwszej fazie wojny, w osłonie granic i koncentracji, przegraliśmy. Mimo że było to do przewidzenia, przegrana nasza była o wiele za wczesna.
Kutrzeba obawiając się wyprzedzenia przez niemieckie jednostki szybkie, które uniemożliwią mu marsz na Warszawę, wezwał więc telefonicznie N.D. 6 września. W rozmowie telefonicznej z N.W. gen. Kutrzeba prosił o pozwolenie na atak w stronę Łodzi. Marszałek odmówił, zezwolił jedynie na zejście w stronę Ozorkowa i poprosił o jak najszybszy marsz na Warszawę.
8 września po kolejnej rozmowie telefonicznej z N.D.W.P. generał otrzymał aprobatę Szefa Sztabu N.D.W.P. na wykonanie kontrnatarcia, jej wykonanie jednak zostało uzależnione od zgody N. W. Jeszcze tego dnia wieczorem żołnierze Armii „Poznańskiej” dokonali nocne przegrupowanie. Poszczególne jej jednostki gotowe były do bitwy, która miała zacząć się następnego dnia w godz. po południowych.

## Działania kawalerii w bitwie nad Bzurą
Główne zadanie w pierwszej fazie bitwy spoczęły na G.O. gen. E. Knolla-Kownackiego. Wspierać je miała na skrzydłach kawaleria: od zachodu G.O. Kaw. gen. Grzmota-Skotnickiego, a od wschodu Wielkopolska Bryg. Kaw. gen. R. Abrahama. Brygada kaw. działająca na wschodzie, miała za zadanie sforsować Bzurę, w rejonie m. Sobota i opanować las Rulice, który miał być podstawą wyjścia do ataku w kierunku na Głowno i Skierniewice.
Wykonanie tego zadania powierzono 17 p. uł. wielkop. płk. Kowaleskiego, który został mianowany dowódcą całego natarcia. W nocy z 9 na 10 września pułk ten wsparty szw. 15 p. uł. poz. wykonał uderzenie na Galewice. Polscy ułani walczyli pieszo, przez całą noc, zdobywając o świcie Walewice, co umożliwiło przejście przez Bzurę i dotarcie do Bielaw. Ułani wielkopolscy ponieśli przy tym duże straty. W walce szczególnie odznaczył się d-ca 1 szw. 17 p. uł. rtm. Michał Gutowski. 10 września 7 p.s.k. z Bryg. Wielkop. wsparty baterią 7 dak-u uderzał na Głowno, jednak natarcie załamało się, a polski oddział musiał się wycofać. Nazajutrz powtórzył natarcie, staczając piękny bój spotkaniowy z piechotą niemiecką pod wsią Zbrożkowa Wola, w wyniku którego wojska niemieckie uległy rozbiciu i wycofały się. Polskie natarcie doszło aż do drogi łączącej wieś z szosą i tam utknęło. W międzyczasie nieprzyjaciel wykonał silne kontrnatarcie, wsparte bronią pancerną i artylerią. W jego konsekwencji polscy żołnierze musieli wycofać się na podstawy wyjściowe. 7 p. s. k. otrzymał wsparcie ogniowe w postaci jeszcze jednej baterii 7 dak-u oraz dyon-u 17 p. uł. wielkop., z którym jeszcze tego samego dnia, w godz. popołudniowych szedł dwa razy do natarcia. Warki trwały do wieczora, ale żadna ze stron nie zdołał przejąć inicjatywy i walki skończyły się takim samym wynikiem, jak zaczęły.
12 września Bryg. otrzymała rozkaz odejścia na PN. brzeg Bzury, do dyspozycji gen. dyw. Władysława Boronowskiego. Następnego dnia przeszła w rejon Brochowa, gdzie dzień później stoczyła bitwę o przeprawę na Bzurze. Do na ruszył 15 p. uł. i 7 p.s. k. wsparte 71 dyon-em panc. i art. w centrum, 17 p. uł. z baterią 7 dak-u na prawym skrzydle oraz szw. 15 p uł. i bryg. szw. kolarzy na lewym skrzydle. Siły te po przejściu rzeki nawiązały walkę z niem. piech. zmot., którą wyparła z Brochowa, a następnie obroniła je przed silnym kontrnatarciem niemieckim. Do nocy walki ustały.
15 września z rozkazu gen. dyw. Kutrzeba, Brygada weszła w skład G.O. Kaw. gen. bryg. Romana Abrahama.
G. O. Kaw. gen. bryg. St. Grzmota – Skotnickiego 9 września znajdowała się w rejonie Dąbia nad Nerem. Tego dnia uderzyła na Uniejów, Wartkowice i Parzączewo osiągając znaczny sukces. 14 p uł. jazł. walczył pod Wartkowicami. Jego czwarty szw. rozbił w pieszym boju niem. kolumnę zmot. 10 Września grupa nie utrzymywała styczności z nieprzyjacielem, by następnego dnia o świcie uderzyć na 221 Dyw. Piech. pod Parzęczewem, koło Ozorkowa. Walka była długa i zaciekła. Trwała do późnych godzin popołudniowych 12 września, do czasu kiedy Grupa otrzymała rozkaz oderwania się od nieprzyjaciela, by osłonic natarcie G.O gen. bryg. E. Knolla-Kownackiego na Głowno i Stryków. Następnego dnia rozformowano G.O. Kaw. gen. bryg. St. Grzmota–Skotnickiego. Nakazano Podolskiej Bryg. Kaw. by przeszła z rejonu Łęczycy pod Sochaczew, gdzie 15 września weszła w skład G. O. Kwa. gen. bryg. Romana Abrahama.
G. O. Kwa. gen. bryg. Romana Abrahama otrzymała zadanie otwarcia drogi resztkom wojsk A. „Poznań” i „Pomorze” do Warszawy przez Puszczę Kampinoską. 16 września jako pierwsza do przeprawy ruszyła Wielkop. Bryg. Kaw. , Podol. Bryg. Kaw. dołączyła do niej 17 września. W nocy z 16 na 17 września pułki Wielkop. Bryg. Kaw. zaczynają bój pod wsiami Zamość i Górki. Po kilku godzinach wykonywanych na zmianę przez 17 p. uł. i 7 p. s. k. udaje im się zająć te wioski. Podczas tego boju pada śmiertelnie ranny d-ca 7 p. s. k. płk. Królicki. Kolejne dwa dni to ciężkie boje G. O. Kwa. gen. bryg. Romana Abrahama pod Sierakowem i Laskami. Początkowo polskie natarcie osiągało powodzenie, ale zmęczenie polskich żołnierzy było coraz większe, a opór niemiecki krzepł. Dlatego 19 września d-ca G. O. Kwa. gen. Abraham wydał rozkaz przebijania się do Warszawy w szyku pieszym. Tego rozkazu nie wykonał 14 p. uł. jazł., który wykonał brawurową szarżę pod wsią Wólka Węglowa. Rozkaz do szarży wydał sam d-ca pułku, który cwałował na czele swych sił z szablą uniesioną ku górze. Straty pułku wyniosły 24 zabitych i 17 rannych. 20 września pułki G. O. Kwa. gen. bryg. Romana Abrahama zebrały się na Bielanach. Bitwa nad Bzurą dobiegła końca.

## Udział w obronie Warszawy
Po krótkim wypoczynku pułki G. O. Kwa. gen. bryg. Romana Abrahama brały udział w obronie Warszawy, jako oddziały piesze na różnych odcinkach frontu. Konie pozostawiono w Warszawskich parkach, pod opieką nielicznych żołnierzy. Wyjadłszy trawę, jadły liście, gryzły korę. Po kapitulacji stolicy zostały raz jeszcze osiodłane i wyszły z ułanami za miasto, gdzie żołnierze poszli do niewoli, a konie na obcą służbę. Sztandary oddano pod dobrą opiekę, nie wszystkie jednak po wojnie zostały odnalezione.
Bitwa nad Bzurą rozegrała się o kilka dni za późno, aby w znaczący sposób wpłynąć na przebieg Kampanii Wrześniowej. Zaprzepaszczono cenny czas kiedy to dwie armie mogły zaatakować na jedną niemiecką i to w czasie, kiedy ta była zajęta walkami z trzecią. Ostatecznie bitwa ta została przegrana. Polskie jednostki kawalerii stawiły zacięty opór najeźdźcy niemieckiemu.
Generał Kutrzeba po bitwie pisał: (…) Wraz z kapitulującym wojskiem Armii „Poznań” odeszli do niewoli wszyscy d-cy wielkich jednostek. Z samolotu który przyleciał do Warszawy 27 września, a odleciał do Bukaresztu 28 września nie skorzystał ani generał Rómmel, ani ja. Uważaliśmy za swój obowiązek dzielić losy żołnierzy, którym nie byliśmy w stanie dać laurów zwycięstwa.

## Monografie
- R. Abraham, Wspomnienia wojenne znad Warty i Bzury, Warszawa 1990.
- P. Bauer, B. Polak, Armia „Poznań” w wojnie obronnej 1939 roku, Poznań 1980.
- T. Jurga, Bzura 1939, Warszawa 2001.
- T. Jurga, Największa bitwa września, Warszawa 1978.
- J. Kirchmayer, Kampania Wrześniowa, Warszawa 1946.
- B. Królikowski, Ułańska jesień, Lublin 2002.
- T. Kutrzeba, Bitwa nad Bzurą : (9-22 września 1939 r.) : przyczynek do historii kampanii polsko-niemieckiej w obszarze Poznań – Warszawa we wrześniu 1939 r., Warszawa 1957.
- L. Ratajczak, Historia wojskowości, Warszawa 1980.
- Z. Szacherski, Wierni żołnierskiej przysiędze, Warszawa 1966.
- A. Zawilski, Bitwy polskiego września, Warszawa 1972.

## Artykuły
- M. Romeyko, Stadium organizacyjne wyższych jednostek kawalerii, w Bellona 1928

## Inne
- B. Wołoszanski, Sensacje XX wieku – Kutrzeba cz. 1 i 2, TVP 2002